# George Foulkes (baron Foulkes de Cumnock)
George Foulkes, baron Foulkes de Cumnock (né le 21 janvier 1942) est un homme politique écossais et un pair à vie qui est ministre d'État de l'Écosse de 2001 à 2002. Membre du Parti travailliste et coopératif écossais, il est député de Carrick, Cumnock et Doon Valley, anciennement South Ayrshire, de 1979 à 2005. Il est ensuite membre du Parlement écossais (MSP), en tant que l'un des membres supplémentaires de la région des Lothians de 2007 à 2011.

## Jeunesse et carrière
Foulkes est né à Oswestry, Shropshire, et grandit dans le Banffshire, plus tard Moray, où il fait ses études à la Keith Grammar School. Il fréquente l'école des garçons Aske's Haberdashers, dans le Hertfordshire. Il obtient un baccalauréat ès sciences en psychologie de l'Université d'Édimbourg, où il est président du Conseil des représentants des étudiants en 1963. Plus tard, il est président à plein temps de l'Union écossaise des étudiants, après quoi il est élu conseiller de district de la ville d'Édimbourg pour le quartier Sighthill, puis membre du conseil régional de Lothian.

## Chambre des communes
Avant d'être élu à la Chambre des communes, Foulkes se présente en vain à Edinburgh West en 1970, battu par le candidat du Parti conservateur Anthony Stodart. En octobre 1974, il se présente à Pentlands d'Édimbourg mais est battu par Malcolm Rifkind. Il est élu pour la première fois aux élections générales de 1979, en tant que député travailliste et coopératif du sud de l'Ayrshire. Après l'abolition de la circonscription dans les changements de limites, il est élu aux élections générales de 1983 pour la nouvelle circonscription de Carrick, Cumnock et Doon Valley.
En 1981, Foulkes rédige un projet de loi appelé le "Contrôle des Space Invaders (et autres jeux électroniques) Bill" dans une tentative d'interdire le jeu pour ses "propriétés addictives" et accusé de provoquer la "déviance". Le projet de loi est débattu et n'est rejeté que de peu au parlement par 114 voix contre 94,. Il présente les toutes premières propositions d'interdiction de fumer dans les lieux publics en 1982 et de législation contre la discrimination fondée sur l'âge en 1985, toutes deux par le biais de projets de loi d'initiative parlementaire. Partisan de la dévolution écossaise, il participe à la rédaction de « A Claim of Right for Scotland » en 1988.
Après avoir siégé à la Commission restreinte des Affaires étrangères et à l'Assemblée parlementaire du Conseil de l'Europe, Foulkes est nommé ministre de l'Europe de l'ombre et plus tard ministre des Affaires étrangères et du Commonwealth. En 1992, il est nommé ministre fantôme de la défense, du désarmement et du contrôle des armements. Il est contraint de démissionner en 1993, après avoir été reconnu coupable d'ivresse et de désordre lors d'un incident au cours duquel il frappe un policier. En 1994, il est adjoint des porte-paroles à l'aide internationale Joan Lestor et Clare Short jusqu'en 1997 .
Lorsque le parti travailliste remporte les élections générales de 1997, Foulkes est nommé Sous-secrétaire d'État parlementaire au nouveau ministère du Développement international. Il est ensuite ministre d'État pour l'Écosse de 2001 jusqu'à un remaniement ministériel en mai 2002. De 2003 à 2005, il est délégué du Royaume-Uni à l'Assemblée parlementaire du Conseil de l'Europe et à l'Assemblée de l'Union de l'Europe occidentale. Il ne se représente pas aux élections générales de 2005.

## Chambre des lords
Le 16 juin 2005, il est créé pair à vie avec le titre de baron Foulkes de Cumnock, de Cumnock dans l'East Ayrshire. Il est nommé membre du Conseil privé en juillet de la même année. Il continue à être un «ultra loyaliste» envers le gouvernement travailliste de 1997-2010. Il est un fervent partisan des propositions gouvernementales de 2006 concernant les cartes d'identité obligatoires. Il continue à soutenir la Guerre d'Irak et décrit la conduite de la guerre par Tony Blair comme étant clairement intentionnelle, menée avec brio et entraînant de nombreuses améliorations pour le peuple irakien. 

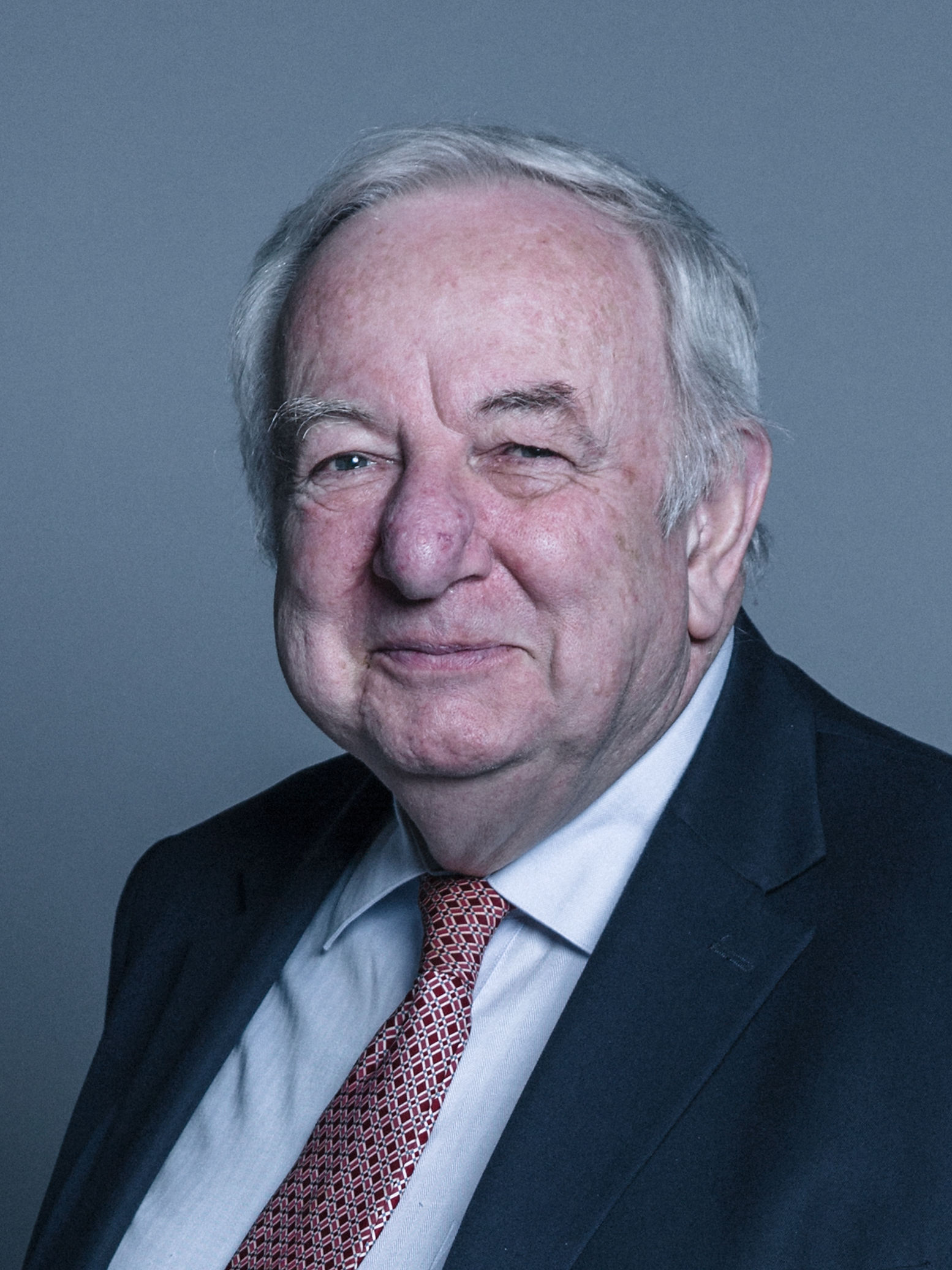
Portrait parlementaire officiel, 2017

Foulkes est membre du Comité du renseignement et de la sécurité du Cabinet Office de 2007 à 2010 et du Comité mixte sur la stratégie de sécurité nationale de 2010 à 2015. Il siège au Comité exécutif de l'Union interparlementaire et au Conseil des gouverneurs de la Westminster Foundation for Democracy. Depuis mars 2011, il est membre du comité restreint des Lords de l'UE et du sous-comité des Lords de l'UE sur la politique sociale et la protection des consommateurs.
Foulkes est très actif sur les questions caribéennes, en tant que président du Conseil des Caraïbes, président des groupes parlementaires multipartites du Belize et de la République dominicaine (APPG) et vice-président des APPG de Trinité-et-Tobago et de la Colombie -Britannique et de l'Amérique centrale. Il est également membre des Amis travaillistes d'Israël.
En avril 2008, Foulkes est critiqué pour ses demandes de remboursement de frais, qui comprennent environ 45 000 £ sur une période de deux ans pour l'hébergement dans un appartement dont il a hérité. Entre avril 2007 et mars 2008, il réclame 54 527 £ de dépenses à la Chambre des lords mais, en janvier 2009, il est démontré qu'il a l'une des demandes de remboursement les plus basses du Parlement écossais,. Au cours de la controverse sur les dépenses de 2009, il attaque des présentateurs de médias dans un échange avec Carrie Gracie de la BBC. Il a dit que certains journalistes, tels que Jeremy Paxman et John Humphrys, étaient payés pour «se moquer de la démocratie et saper la démocratie».

## Parlement écossais
En 2007 Il est pour la première fois sur la liste régionale des Lothians du Parti travailliste écossais aux élections du Parlement écossais de 2007. Il est élu membre du Parlement écossais le 3 mai 2007. Après son élection, il est apparu à l'émission de radio de la BBC Scotland at Ten et a critiqué le SNP pour «avoir tenté de créer une situation en Écosse où les services sont manifestement meilleurs qu'au sud de la frontière dans un certain nombre de régions» dans une interview. Interrogé par le présentateur Colin Mackay "Est-ce une mauvaise chose?" , Foulkes a répondu: "Non, mais ils le font délibérément.".
Au Parlement écossais, Foulkes fait partie de l'opposition travailliste au Gouvernement Salmond I, déposant régulièrement des questions parlementaires examinant la conduite du Gouvernement écossais. Il souligne plusieurs irrégularités supposées, notamment le divertissement financé par les contribuables de riches soutiens du SNP à Bute House et un traitement préférentiel pour Stagecoach dans le projet d'aéroglisseur Forth, après que leur cofondateur Brian Souter ait fait don de 500000 £ au SNP,. Foulkes devient la cible des critiques des blogueurs du SNP, qu'il qualifie de «Cybernats» ,. Il soutient une campagne pour le consentement présumé au don d'organes .
Foulkes ne se représente pas lors de l'élection du Parlement écossais de 2011, la liste de Lothian renvoyant à la place Sarah Boyack, Neil Findlay et Kezia Dugdale. Dugdale a auparavant été son collaborateur de circonscription et allait devenir chef du Parti travailliste écossais,.

## Vie privée
Foulkes épouse Elizabeth Anna Hope en 1970 et ils ont deux fils et une fille. Il est président du club de football Heart of Midlothian d'avril 2004 jusqu'à sa démission en octobre 2005. Il démissionne pour protester contre le licenciement par l'actionnaire majoritaire Vladimir Romanov du PDG de Hearts, Phil Anderton. Plus tard, il est battu comme recteur de l'Université d'Édimbourg le 12 février 2009, obtenant 31% des voix contre 69% pris par Iain Macwhirter .